# Von Aulæwill
von Aulæwill var en svensk adelsätt.
Ättens stamfader Johan Persson var från Gävle där han torde ha fötts i slutet av 1500-talet. Han blev 1609 befallningsman i Snevringe härad och avled 1634 i Köping. Till hustru ska han ha haft en dotter till Mårten Skilling. Deras son Peter Johansson Aulæwillus (död 1665) upptog släktnamnet. Han föddes på Hovgården i Munktorps socken och var 1653 rådman i Stockholm. Hans son Axel Aulæwill (1652-1728) var handelsborgmästare i Stockholm. Dennes första hustru var Anna Henriksdotter Karckman och den andra hustrun, som han gifte sig med samma år han blivit änkling 1709, änkan Helena Swebilia Adlerberg var dotter till ärkebiskopen Olaus Swebilius och Elisabeth Gyllenadler, som tidigare varit gift med superintendenten Jonas Laurentii Arnell varmed hon blev stammoder till den adliga ätten Arnell. Axel Aulæwill och hans båda hustrur är begravda i Riddarholmskyrkan.
I äktenskapet mellan Aulæwill och Karckman föddes Peter Aulæwill. Han var rådman i Stockholm 1712 och huvudstadens justitieborgmästare 1731.  Peter Aulæwill var gift med Anna Margareta Specht, dotter till handelsmannen Gerdt Specht. Peter  Aulæwill erhöll adliga privillegier 1719, och hans barn adlades igen 1751 för faderns förtjänster. Ätten introducerades 1750 på nummer 1951. Peter von Aulæwill fick tre söner, varav den mellersta, Fredrik von Aulæwill som var bankokommissarie var ogift. Hans bröder var Gerhard och Lars von Aulæwill. Hans dotter Katarina var gift med prosten i Köping Olof Tillæus.
Lars von Aulæwill var först volontär vid Fortifikationen och blev 1755 löjtnant. Han var gift med Fredrika Hammarsköld, men deras enda barn, Åke Filip, avled ett år gammal. Gerhard von Aulæwill började som konduktör vid Fortifikationen, blev 1740 adjutant vid Artilleriet, löjtnant där och sås småningom överstelöjtnant. Han var gift med sin kusin Anna Helena Arnell, dotter till presidenten i Bergskollegium Carl Arnell och Sara Axelsdotter Aulæwill. Deras enda dotter Sara Margareta von Aulæwill avled ogift 20 år gammal våren 1778. Hennes bror Per von Aulæwill var löjtnant vid Kungliga Livdrabanterna då han ogift drunknade den 13 augusti 1778 under en resa från Finland. Därmed dog ätten ut.